# Colette Richard
Colette Richard (París, 1924 – París, 2020) fue una actriz francesa de cine y teatro.   Interpretó el papel principal femenino en varias películas a finales de la década de 1940, por lo general en papeles secundarios.

## Filmografía seleccionada
- Les petites du quai aux fleurs (1944)
- Lunegarde (1946)
- Mirror (1947)
- Danger of Death (1947)
- Hyménée (1947)
- The Loves of Colette (1948)
- The Ladies in the Green Hats (1949)
- Women Are Crazy (1950)
- Madame du Barry (1954)
- Sunday Encounter (1958)
- Too Late to Love (1959)